# Carpegna
Carpegna település Olaszországban, Marche régióban, Pesaro és Urbino megyében. Lakosainak száma 1642 fő (2023. január 1.). Carpegna Belforte all’Isauro, Borgo Pace, Frontino, Mercatello sul Metauro, Montecopiolo, Piandimeleto, Pietrarubbia, Sant’Angelo in Vado, Pennabilli és Sestino községekkel határos.

## Népesség
A település népessége az elmúlt években az alábbi módon változott:
| Lakosok száma | 1686 | 1689 | 1642 |
|               | 2017 | 2018 | 2023 |